# Lenguas franconias

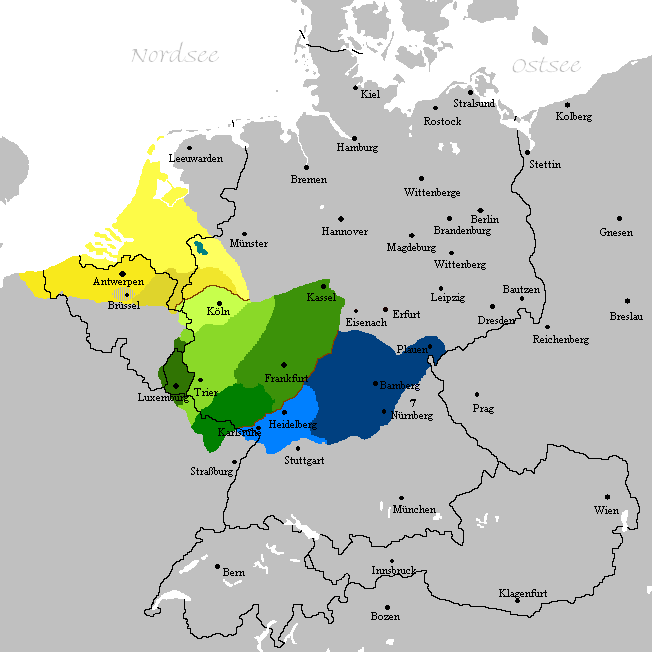
El dominio lingüístico de las lenguas fráncicas o franconias, amarillo: bajo franconio, azul-verde: "alto franconio".

Las lenguas franconias son una agrupación língüística dentro de las lenguas germánicas occidentales. El grupo franconio reúne las lenguas y variedades que pertenecen a la vez al bajo franconio, el alemán central y el alto alemán. El grupo debe su nombre a los francos, aunque parece ser que sólo el subgrupo bajofranconio pudiera ser descendiente directo del antiguo fráncico, por lo que las lenguas franconias no constituyen un grupo filogenético válido, sino sólo una agrupación geográfica.
Las lenguas de este grupo son habladas en el noreste del antiguo Reino Franco. En los Países Bajos, Bélgica, Luxemburgo, el norte y noreste de Francia (Distrito de Dunquerque y partes de Mosela y Bajo Rin. En este grupo de idiomas hay lenguas conocidas como el neerlandés y el afrikáans, pero también no tan conocidas como el Alemán de Pensilvania (Estados Unidos).

## Errores en la definición
Todas las lenguas y dialectos después de los francos, excepto el Bajo Franco, fueron consideradas como descendientes del antiguo franconio (fráncico), pero solo lo es el grupo bajofranconio. El resto de las lenguas clasificadas como franconias ("alto franconio") corresponden a variedades de alemán central y alto alemán, que en el pasado estuvieron integradas en el antiguo reino franco, pero cuya lengua no deriva del antiguo fráncico.
El habla medieval de la antigua capital del reino franco, Aquisgrán, por ejemplo, no parece haber sido una variedad derivada del antiguo fráncico.
El nombre franconio se remonta al siglo XIX, cuando lingüistas alemanes clasificaron en un grupo varios dialectos alemanes de un área geográfica extensa, aunque dicha clasificación estaba lingüísticamente probada. Por esa razón el término "lenguas franconias" es confuso al no corresponder -como se esperaría- a una unidad filogenética válida de las lenguas germánicas.

## Lenguas franconias

### Bajo franconio

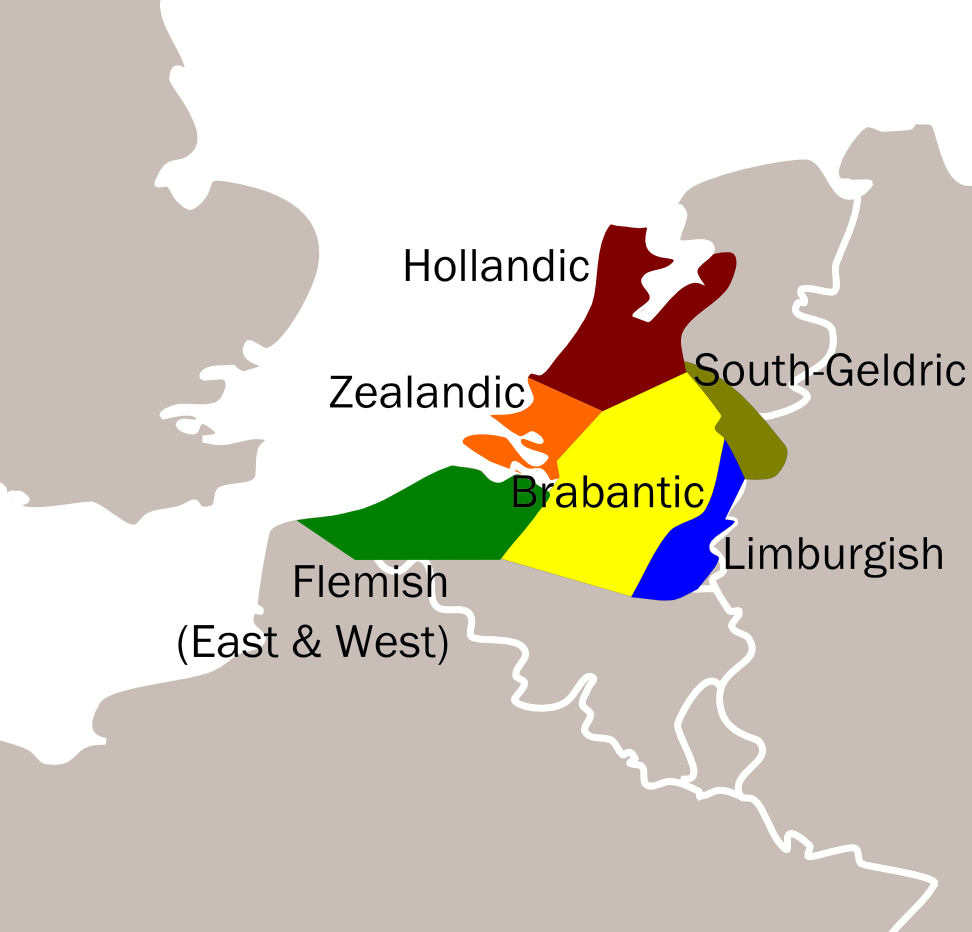
Dialectos modernos del bajo franconio.

El bajo franco agrupa a todos los hablantes francos pertenecientes al bajo sajón:
- El flamenco occidental se habla en la parte occidental de Flandes, Bélgica, el francés de Westhoek, el zelandés.[1]
- El flamenco se habla en Flandes.
- El brabantino se habla en Bruselas, en las provincias de Brabante flamenco, de la provincia de Amberes (Bélgica) y en Brabante septentrional (Países Bajos).
- El dialecto de Utrecht se habla en la provincia de Utrecht (Países Bajos).
- El idioma limburgués se habla en el Limburgo Belga, en el Limmburgo Neerlandés y una parte de Renania.
- El holandés y el afrikáans forman también parte de este grupo.

### Alemán centroccidental ("Alto franconio")

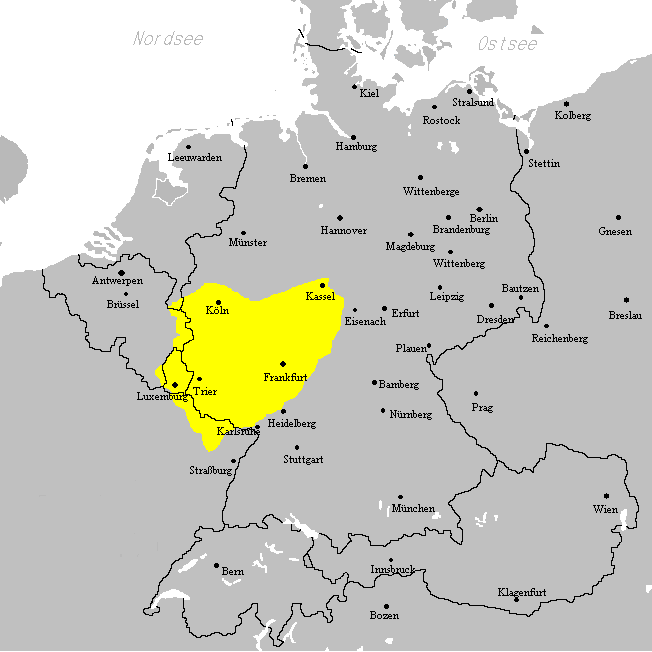
El dominio dialectal del alemán centroccidental.

El altogermánico centroccidental agrupa todas las hablas francas pertenecientes al subgrupo altogermánico central del grupo altogermánico. Estas hablas han sufrido en parte la segunda mutación consonántica.
- El fráncico central (Mittelfränkisch):
  - El fráncico ripuario se habla en la Región de Colonia en Alemania.
    - El fráncico de Colonia (Kölsch) se habla en la Región de Colonia y en los Cantones del Este (Bélgica).

  - El franco luxemburgués o luxemburgués (Lëtzebuergesch) se habla en Luxemburgo, pero también en Bélgica (Provincia de Luxemburgo, región de Arlon) y en Francia (Lorena). El luxemburgués utiliza la ortografía oficial del Gran Ducado de Luxemburgo, donde es idioma oficial con el francés y el alemán.
  - El fráncico moselano (Moselfränkisch) se habla en Francia (Mosela, país de Nied, en Boulay-Moselle, y en Alemania (Renania-Palatinado y Sarre a lo largo del Mosela).
- El fráncico renano (Rheinfränkisch):
  - El fráncico renano lorenés se habla en Lorena, en Forbach, el valle del Sarre, el país de Bitche, el país de Sarreburgo y en Alsace Bossue (Sarre-Union). Esta parte de Alsacia situada por el oeste de los Vosgos (Vosges du Nord), se encuentra adjunta a la misma área lingüística que Lorena.
  - El fráncico palatino (Pfälzisch) se habla en el Palatinado y en Sarre.
    - Una variante del franco palatino, el Alemán de Pensilvania (Pennsylvania Dutch), se habla donde viven los amish (en el estado de Pensilvania, Estados Unidos).

  - El hessiano (Hessisch) se habla en Hesse y en algunas partes de Renania (Wittgenstein) y en Renania-Palatinado (Westerwald, Hesse-Renania y en Baviera (Baja Franconia al oeste de Spessart).
    - Nordhessisch o hessiano septrentional
    - Mittelhessisch o hessiano central
    - Osthessisch o hessiano oriental.

  - Existe también un dialecto hessiano meridional.

Algunos lingüistas consideran al franconio renano de Lorena, un franconio palatino, otros excluyen al hessiano del franconio renano. Algunas clasificaciones también lo adjuntan al luxemburgués o al franconio moselano.
El fráncico renano, el fráncico moselano y el luxemburgués son hablados en Lorena y constituyen el fráncico lorenés. La escritura del franconio de Lorena ha sido armonizada por la GERIPA (grupo de investigación de la Universidad de Alta Alsacia. El fráncico está considerado como una de las lenguas regionales de Francia y es una de las dos lenguas regionales de Lorena, con el lorenés. Lo hablan cerca de 350 000 personas en el departamento de Mosela, el fráncico está designado como una lengua común para los términos Platt, Plattdeitsch, Lothringer Platt, Lothringer Plattdeitsch, Lothringer Déitsch, Fränkisch, Lothringisch.

## Hablas franconias del alto alemán
Algunas hablas francas pertenecen al alto alemán, que forma parte del grupo del alto alemán antiguo. Estas hablas han sufrido totalmente la segunda mutación consonántica.
- El franconio meridional (en alemán Südfränkisch) o franco renano meridional (en alemán Süd-Rheinfränkisch) se habla en la región de Karlsruhe, alrededor de Heidelberg, así como en el norte de Alsacia. En esta última región, muchos pueblos como en el municipio de Wissembourg son tradicionalmente hablantes del franco meridional.[3]
- El franconio oriental (en alemán Ostfränkisch) se habla en Franconia, región del norte de Baviera.